# 海口国际免税城

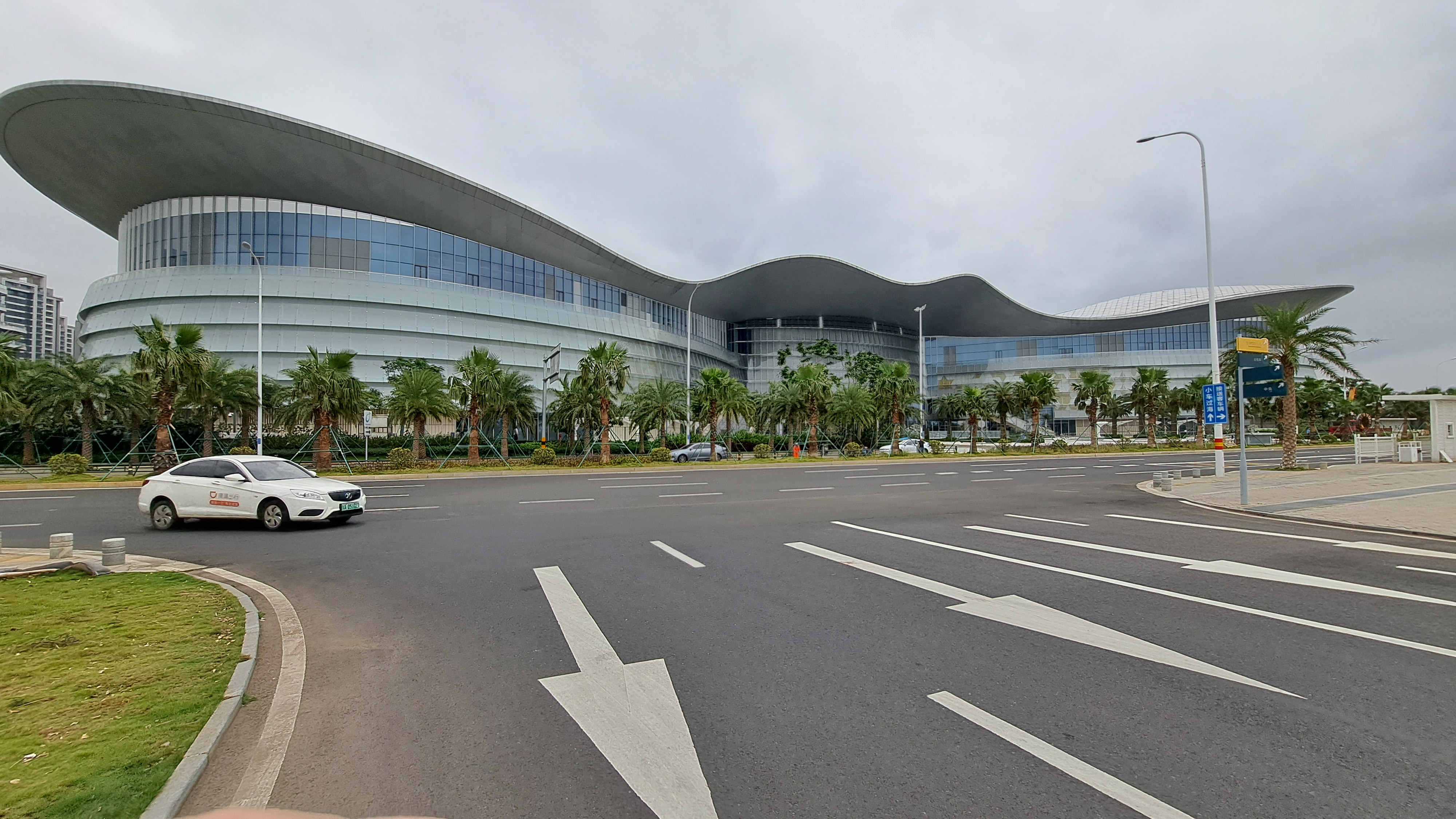
海口国际免税城

cdf海口国际免税城又稱海口国际免税城（英語：cdf Haikou International Duty Free City），是位於中華人民共和國海南省海口市秀英区的一個免稅商店，由中免集团投資建設。该建筑由法国瓦罗德皮斯特建筑设计事务所设计，建筑面积93万平方米，地上为4层全钢结构。海口国际免税城於2022年10月28日開業。海口国际免税城内有800多个品牌。